# 福智町
福智町（ふくちまち）は、福岡県中央部に位置する町。田川郡に属する。

## 地理
福岡県の中央部よりやや北東寄り、筑豊の北東端部、福岡市の東約45km、北九州市の南約35kmの場所に位置する。町域を彦山川・中元寺川の2本の河川が貫いており、両河川は町の中央で合流する。町域の北東部は福智山（901m）をはじめとする600～700m級の山が連なる山地で、それ以外の地域は筑豊盆地の北東端にあたる。
経済・生活面では北九州市・田川市・直方市との関係が深く、旧赤池町は北九州都市圏の10%通勤圏、旧金田・方城町は5％通勤圏に属する。

### 隣接している自治体・行政区
- 北九州市（小倉南区）
- 直方市
- 田川市
- 飯塚市

- 田川郡香春町
- 糸田町

## 歴史

### 財政再建団体
かつては筑豊炭田の産炭地であったが、エネルギー革命後に衰退した。炭鉱が閉山したことにより人口は減少、旧・赤池町では土地開発公社を設立し新たな企業誘致を進めるなどして再生に努めたが難航。それにより土地開発公社の負債は膨らむ一方で、人口も減少の一途であった。そして、1992年には総額32億円の財政赤字を抱えた赤池町は財政再建団体に指定された。赤池町に限らず、金田町と方城町も財政再建団体に指定されたことがある。現在は財政再建を完了したものの財政再建団体指定解除後、それまで制限されていた公共工事を一気に行ったこともあり再び財政が悪化し、依然として厳しい状態が続いている。
一方で、近年では「ふるさと納税」の取り組みが進んでいる点も特筆される。

### 近現代
- 1889年（明治22年）4月1日 - 町村制施行により、現在の町域にあたる以下の村が発足。
  - 田川郡神田村・方城村・上野村
- 1916年（大正5年）7月28日 - 神田村が町制施行し、金田町と改称。
- 1939年（昭和14年）11月3日 - 上野村が町制施行し、赤池町と改称。
- 1956年（昭和31年）8月1日 - 方城村が町制施行し、方城町と改称。
- 1992年（平成4年）2月14日 - 赤池町が財政再建団体に指定される。
- 2003年（平成15年）- 8月1日 赤池、金田、方城３町にて下田川三町任意合併協議会が設立[3]
- 2004年（平成16年）- 3月23日 赤池、金田、方城３町にて法定合併協議会を設置。[4]
- 2004年（平成16年）-8月3日 法定合併協議会は新町の名称を福智町とすることで合意。[5]
- 2004年（平成16年）- 12月1日 福岡県に合併申請。[6]
- 2005年（平成17年）- ４月 ３町にて福智町準備会を発足。[7]
- 2005年（平成17年）- 11月21日 町章決定。[8]
- 2006年（平成18年）3月6日 - 金田町・方城町・赤池町が対等合併し、福智町が発足した。町名は一般公募により選ばれたもので、町の北端にある「福智山」（標高901m）に由来する。
- 2011年（平成23年）- 2月27日 上野の里ふれあい交流会館に協奏の庭完成。
- 2011年（平成23年）‐11月4日　IKKO氏が福智町観光大使に任命（任期～2016年）[9]
- 2015年（平成27年）- 6月 福智町マスコットキャラクターが「福天（ふくてん）」と命名。[10]
- 2017年（平成29年）3月19日 - 福智町図書館・歴史資料館「ふくちのち」開館。[11]

### 歴代町長
| 代   | 氏名     | 就任年月日    | 退任年月日    | 備考                       |
| ---- | -------- | ------------- | ------------- | -------------------------- |
| －   | 吉田民春 | 2006年3月6日  | 2006年4月1日  | 町職務執行者。旧金田町助役 |
| 初-2 | 浦田弘二 | 2006年4月2日  | 2014年4月1日  | 旧赤池町長                 |
| 3-4  | 嶋野勝   | 2014年4月2日  | 2019年6月10日 | 病気療養のため辞職         |
| －   | 是石明彦 | 2019年6月11日 | 2019年6月16日 | 町長職務代理者。総務課長   |
| 5-6  | 黒土孝司 | 2019年6月16日 |               | 前副町長                   |

## 行政

### 町長
- 黒土孝司（2期目） (令和5年 (2023年) 4月30日施行町長選挙当選)
- 任期：令和9年 (2027年) 6月15日

### 町議会
- 定数：18人
- 任期：2027年4月30日

### 消防
- 田川地区消防本部（田川市）
  - 金田分署

### 警察
- 福岡県警察田川警察署（田川市）
  - 金田交番（福智町金田659番地10）
  - 赤池交番（福智町赤池1128番地3）
  - 方城交番（福智町伊方4448番地47）

### 選挙区
- 衆議院：福岡県第11区
- 福岡県議会：田川郡選挙区

## 地域

### 人口
| |                                        |  |
| 福智町と全国の年齢別人口分布（2005年） | 福智町の年齢・男女別人口分布（2005年） |  |
| ■紫色 ― 福智町 ■緑色 ― 日本全国 | ■青色 ― 男性 ■赤色 ― 女性              |  |
| 福智町（に相当する地域）の人口の推移 \| 1970年（昭和45年） \| 24,935人 \| \| \| 1975年（昭和50年） \| 25,396人 \| \| \| 1980年（昭和55年） \| 26,104人 \| \| \| 1985年（昭和60年） \| 27,231人 \| \| \| 1990年（平成2年） \| 27,041人 \| \| \| 1995年（平成7年） \| 27,031人 \| \| \| 2000年（平成12年） \| 26,375人 \| \| \| 2005年（平成17年） \| 25,543人 \| \| \| 2010年（平成22年） \| 24,714人 \| \| \| 2015年（平成27年） \| 22,871人 \| \| \| 2020年（令和2年） \| 21,398人 \| \| |                                        |  |
| 総務省統計局 国勢調査より |                                        |  |
| 1970年（昭和45年） | 24,935人                               |  |
| 1975年（昭和50年） | 25,396人                               |  |
| 1980年（昭和55年） | 26,104人                               |  |
| 1985年（昭和60年） | 27,231人                               |  |
| 1990年（平成2年） | 27,041人                               |  |
| 1995年（平成7年） | 27,031人                               |  |
| 2000年（平成12年） | 26,375人                               |  |
| 2005年（平成17年） | 25,543人                               |  |
| 2010年（平成22年） | 24,714人                               |  |
| 2015年（平成27年） | 22,871人                               |  |
| 2020年（令和2年） | 21,398人                               |  |

### 教育
旧金田町域では小・中学校を廃し義務教育学校1校を設置。旧赤池町域では小学校1校・中学校2校、旧方城町域では小学校・中学校各1校を設置している。
なお、福智町内には大学や高等学校はなく、学制改革以降、過去に現在の町域内に高等学校が存在したこともない。また、入学に際して受験し合格する必要のある小・中学校も町内にはない。

#### 中学校
町立
- 赤池中学校
- 方城中学校

#### 小学校
町立
- 上野小学校
- 市場小学校
- 伊方小学校
- 弁城小学校

#### 義務教育学校
町立
- 金田義務教育学校

### 地名
合併前の大字を引き継ぐ。
- 赤池あかいけ（旧赤池町）
  - 暁町あかつきまち、旭町あさひまち、上寿かみことぶき、北町きたまち、貴船きふね、小藤こふじ、猿畑さるはた、下寿しもことぶき、下桜町しもさくらまち、車道しやどう、昭和町しようわまち、新町しんまち、十区じゆつく、徳人原とくじんばる、中町なかまち、長浦ながうら、西寿にしことぶき、西町にしまち、花園はなぞの、伏原ふしはら、松本町まつもとまち、南町みなみまち
- 上野あがの（旧赤池町）
  - 板取いたとり、今屋敷いまやしき、大浦おおうら、大久保おおくぼ、大谷おおたに、上小路かみこうじ、北田きただ、小路こうじ、皿山さらやま、下小路しもこうじ、鋤木田すいきだ、諏訪山すわやま、常福つねふく、原はる、原田はるだ、堀田ほりた、薬王寺やくおうじ
- 伊方（旧方城町）
  - 犬星いぬぼし、後谷うしろだに、新門しんかど、大正町たいしようまち、鶴ケ丘つるがおか、中原なかばる、中古門なかふるかど、長浦ながうら、西古門にしふるかど、野添のぞえ、東区ひがしく、東長浦ひがしながうら、東古門ひがしふるかど、平塚ひらつか、広谷ひろたに、前村まえむら、丸山まるやま、見六みろく、矢久保やくぼ、八幡町やはたちよう、山ノ手やまのて
- 市場いちば（旧赤池町）
  - 石松いしまつ、市津いつち、入分いりぶ、春日かすが、上河原かみがわはら、草場くさば、猿田さるた、宗ノ辻そうのつじ、竹ケ鼻たけがはな、松本まつもと、吉ケ浦よしがうら
- 金田かなだ（旧金田町）
  - 岩渕いわぶち、浦ノ谷うらのたに、上金田かみかなだ、北ケ迫きたがさこ、黒尾くろお、境町さかえまち、敷島しきしま、新町しんまち、高畑たかはた、宝見たからみ、西金田にしかなだ、東金田ひがしかなだ、人見ひとみ、本町ほんまち
- 神崎こうざき（旧金田町）
  - 飯土井いどい、笹尾ささお、下神崎しもこうざき、高尾たかお、半蔵はんぞう、人見坂ひとみざか、福丸ふくまる、福吉ふくよし、崖ノ下ほきのはな、南木みなぎ、若草わかくさ
- 弁城（旧方城町）
  - 岩屋いわや、上弁城かみべんじよう、久六きゆうろく、草場くさば、迫さこ、新町しんまち、浄万寺じようまんじ、野地のじ、野地原のじはら、春田はるだ、宝珠ほうじゆ

## 経済

### 福智町に本社を置く企業
- 平成筑豊鉄道

### 産業
- かつては三菱方城炭鉱などの炭鉱が町の経済を支えていたが、現在ではすべて閉山しており跡地を工業団地として再利用することで再生を図っている。
- 町内に日立マクセルの子会社、九州日立マクセルの工場が誘致された（現在はマクセル九州事業所）。
- 特産品として伝統工芸品である上野焼（あがのやき）がある。ちなみに旧赤池町の村時代の名称は「上野村」（あがのむら）であった。

## 町内の主な商業施設
大型ショッピングセンターはなく、主な商業施設として以下のものがある。
- スーパーセンター - スーパーセンタートライアル福智店
- スーパーマーケット - 食彩館川食赤池店、方城農協ストア
- ドラッグストア - コスモス赤池店、ドラッグストアモリ赤池店、ドラッグコーエイ方城店・金田店

## 交通

### 空港
最寄りの空港は福岡空港または北九州空港であるが、町内と空港を直接連絡する公共交通は運行されていない。

### 鉄道
- 平成筑豊鉄道

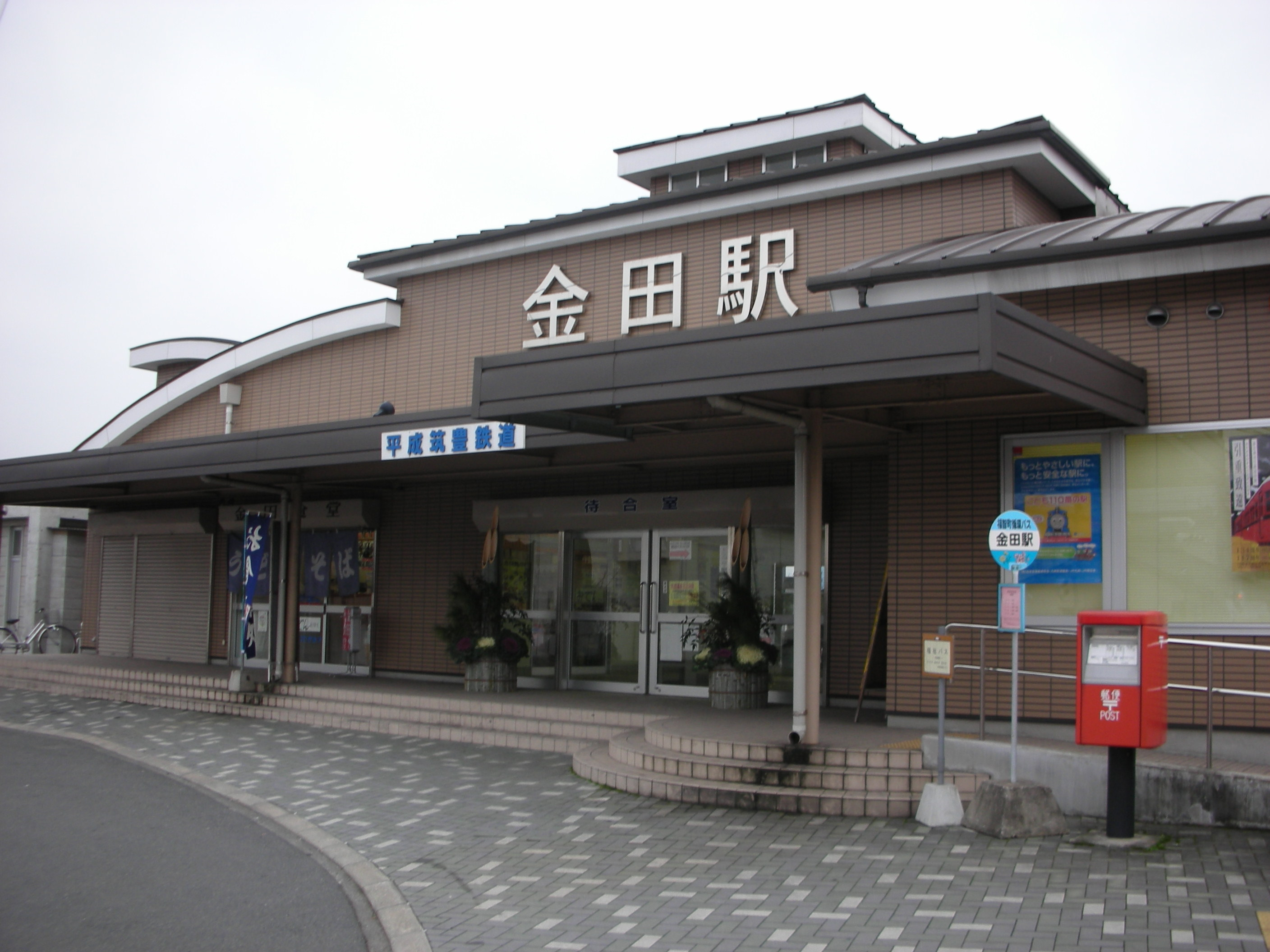
金田駅

  - 伊田線：市場駅 - ふれあい生力駅 - 赤池駅 - 人見駅 - 金田駅 - 上金田駅
  - 金田駅からは糸田線が分岐しているが、町内に駅はない。

### 路線バス

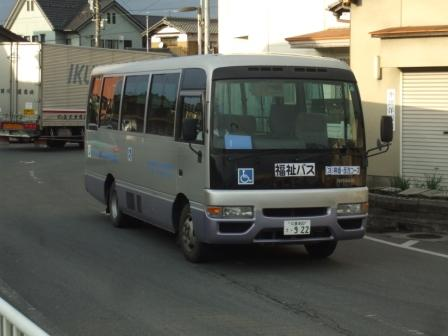
福智町巡回バスの車両（2009年12月撮影）

- AIオンデマンドバス「ふく～るバス」 - 町内各地にミーティングポイント（停留所）があり、乗車地・降車地と乗車時間を指定して予約したうえで利用するオンデマンド運行。大人200円均一。町外在住者も利用可能。
- 西鉄バス（西鉄バス筑豊） - 現在はほぼすべての路線が廃止され、飯塚市と町西端部の赤池工業団地を小竹町経由で結ぶ1路線のみで、町内の停留所は終点の赤池工業団地のみである。
  - 1：赤池工業団地 - 頴田 - 小竹上町 - 幸袋 - 飯塚 - 新飯塚駅
- 田川市コミュニティバス - 田川市が主体となり田川市内を運行するが、福智町南部の田川市との境界付近に岩屋・夏吉線の「あきさと園入口」停留所がある。
  - メルクス前 - 田川市立病院 - あきさと園入口 - 岩屋公民館 - 金川農協 - 夏吉 - 田川伊田駅前

かつては現在の町域にあたる旧金田・赤池・方城町内の各地に西鉄バスの路線があったが、人口が減少したことや自動車・バイク・自転車の普及、旧国鉄から転換された平成筑豊鉄道が駅数や列車本数を増やして利便性を向上させたこと、近年の運転士不足の影響などから、大半の路線が廃止された。
福智町が発足する以前に旧赤池町の一部地域にJR九州バスの路線（直方線の支線）があったが廃止された。
西鉄バスの代替として町の社会福祉協議会が町内で福祉バス（誰でも乗車可能）を運行していたが上記のふく～るバス運行開始に伴い運行休止された。
なお、町内の観光施設の一部では、独自の送迎バスを運行している。

### 道路
町内に高速道路および一般国道は通っていない。高速道路については九州自動車道八幡インターチェンジが最寄りである。

#### 県道
主要地方道
- 福岡県道22号田川直方線
- 福岡県道62号北九州小竹線
- 福岡県道95号添田赤池線

一般県道
- 福岡県道406号赤池糸田線
- 福岡県道407号方城金田線
- 福岡県道419号夏吉直方線
- 福岡県道420号金田糸田田川線
- 福岡県道456号金田夏吉伊田線

## 名所・旧跡・観光スポット・祭事・催事
- 城山横穴群
- 常立寺（宮本武蔵、伊織親子ゆかりのお寺）
- 興国寺（初代室町幕府征夷大将軍・足利尊氏ゆかりのお寺）
- 鷹取城跡（城主：黒田家筆頭家臣・母里太兵衛）
- 岩屋権現梵字曼陀羅
- 定禅寺の大藤
- 上野峡、白糸の滝（福智川源流）

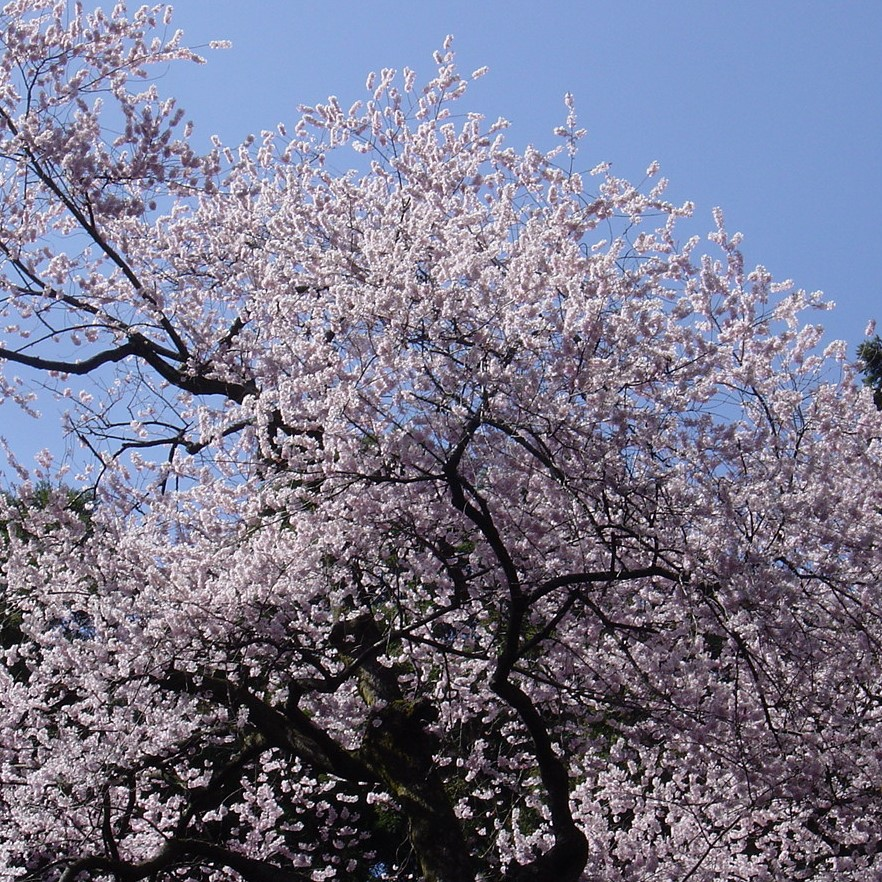
虎尾桜（福智山中腹）
- 温泉 - ほうじょう温泉ふじ湯の里、ふるさと交流館日王の湯
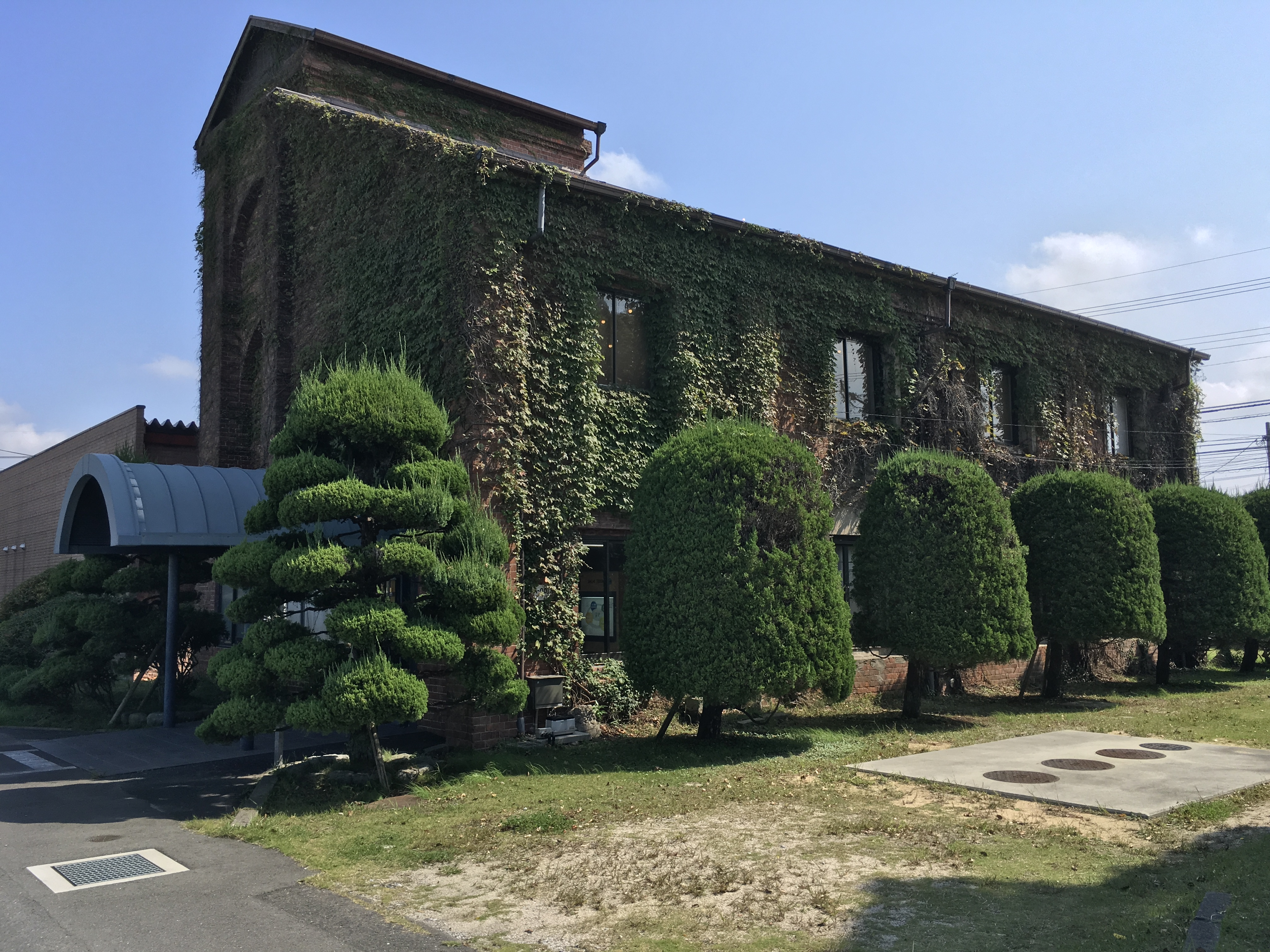
九州日立マクセル赤煉瓦記念館
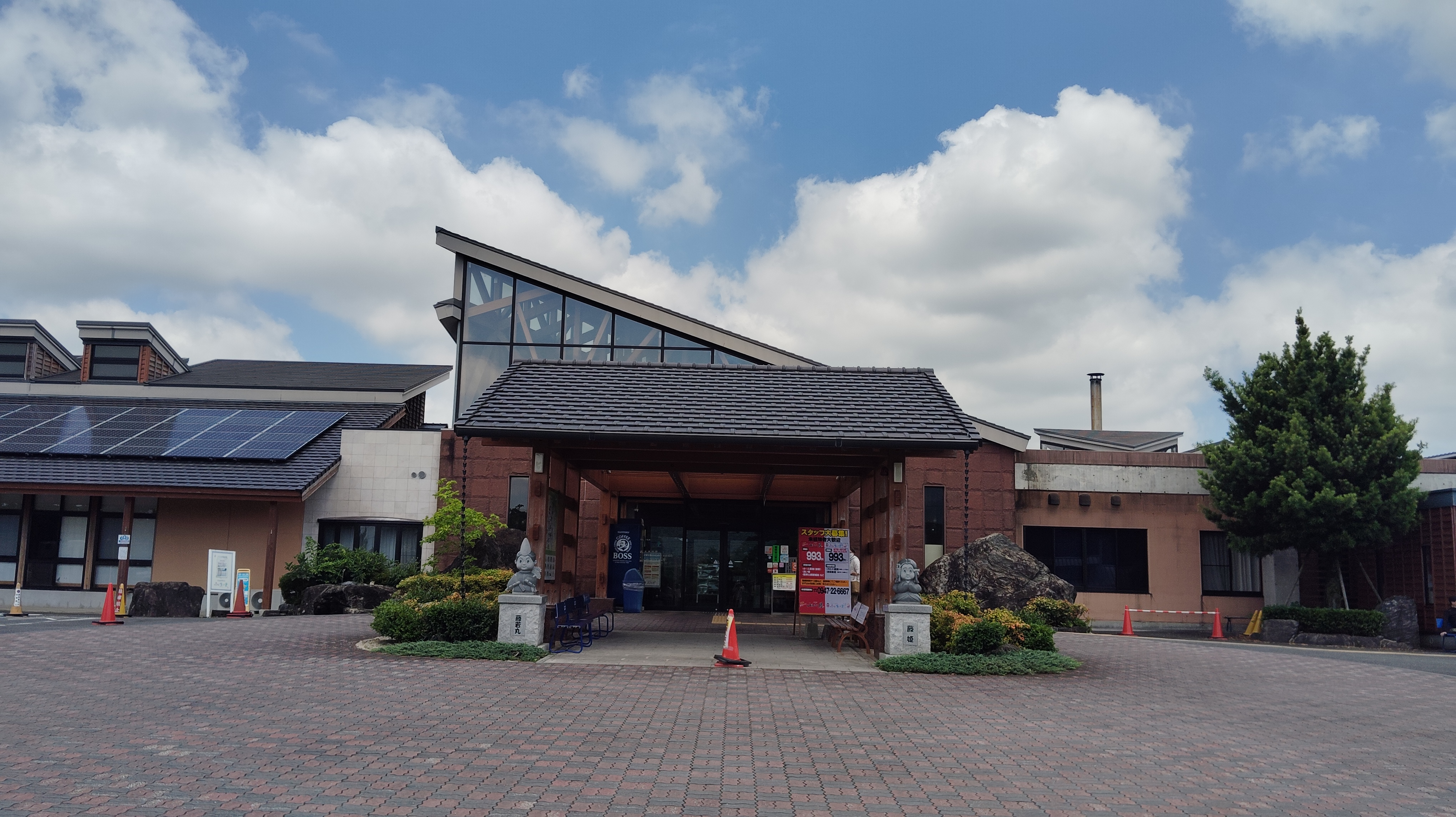
ほうじょう温泉ふじ湯の里

- 伊方古墳

- 虎尾桜（福智山中腹）
- 九州日立マクセル赤煉瓦記念館
- ほうじょう温泉ふじ湯の里

### スポーツ
- カノアラウレアーズ福岡 - V.LEAGUE入りが内定（2023-24シーズンより）している女子バレーボールチーム

## 福智町出身の著名人
- 皆川ヨ子（旧上野村→旧赤池町、長寿世界一）
- 河村光陽（旧上野村、作曲家）
- 田中六助（旧上野村→旧赤池町、元衆議院議員）
- IKKO（旧方城町、タレント活動もこなすメイクアップアーティスト）
- 武田良太（旧赤池町、衆議院議員、第24代総務大臣）
- 大井忠賢 - 起業家、実業家、Youtube『選挙タイムズ』創設者：旧金田町
- 石谷聡 - プロバスケットボール選手（B3.LEAGUE・ライジングゼファーフクオカ所属）：旧方城町
- 豊登道春 - 元大相撲力士、元プロレスラー(アントニオ猪木の名付け親）：旧金田町